# 미니 (등장인물)
미니는 웰리처럼 우디 우드페커의 영화에 등장하는 한 주인공으로써, 우디 우드페커를 괴롭히는 일이 많다. 또한 웰리하고도 만나는 일도 있으며 미니는 우디 우드페커에 등장하는 주인공 중 유일하게 사람으로 등장한다. 위니 우드페커하고도 접촉하는 일도 있다.

## 같이 보기
- 우디 우드페커
- 웰리 (등장인물)